# Байрамбос
Байрамбос (на македонска литературна норма: Бајрамбос) е село в община Валандово, Северна Македония.

## География
Байрамбос е разположено в южните склонове на Беласица.

## История
В края на XIX век Байрамбос е предимно турско село в Дойранска каза на Османската империя. В „Етнография на вилаетите Адрианопол, Монастир и Салоника“, издадена в Константинопол в 1878 година и отразяваща статистиката на населението от 1873 година, Байрам обаси (Bayram-obassi) е посочено като селище със 110 домакинства, като жителите му са 230 мюсюлмани. Според статистиката на Васил Кънчов („Македония. Етнография и статистика“) от 1900 година, Байрамъ Оваси има 426 жители, от които 420 турци и 6 цигани.
Преброявания
- 1994 – 8
- 2002 – 0